# Лакокрасочные материалы

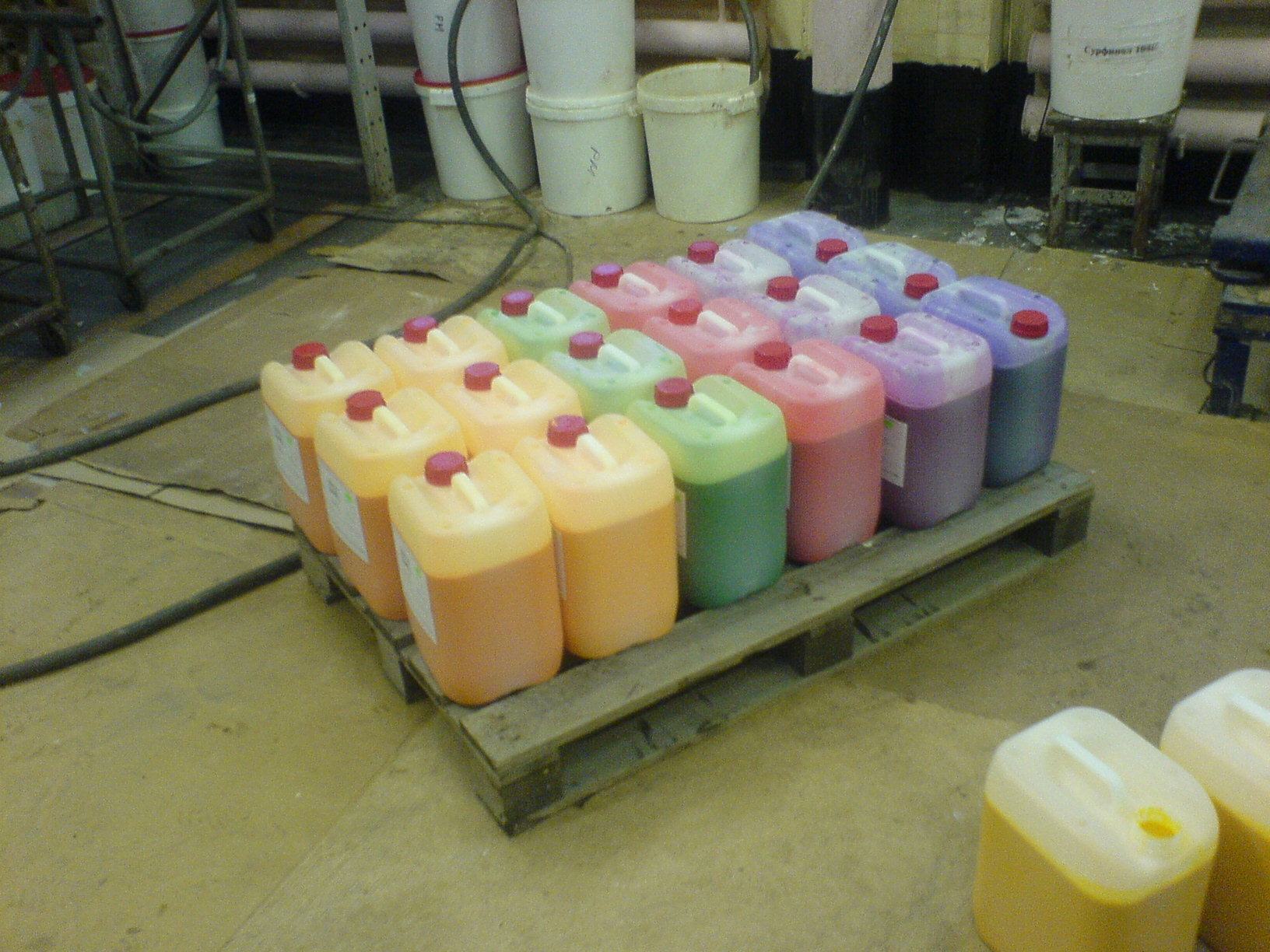
Лакокрасочные материалы сразу после производства

Лакокрасочные материалы (ЛКМ) — это композиционные составы, наносимые на отделываемые поверхности в жидком или порошкообразном виде равномерными тонкими слоями, и образующие после высыхания и отвердения плёнку, имеющую прочное сцепление с основанием. Сформировавшуюся плёнку называют лакокрасочным покрытием, свойством которого является защита поверхности от внешних воздействий (воды, коррозии, температур, вредных веществ), придание ей определённого вида, цвета и фактуры.
ЛКМ подразделяются на следующие группы:
- краски
- эмаль
- лак
- грунтовка
- шпаклёвка
- антисептик

## Расшифровка названий
На банках с краской, лаком, грунтовкой или шпатлёвкой стоит некий «шифр». Эти знаки могут многое рассказать и призваны упростить покупателям выбор товара. Прежде всего, на упаковке должно быть указано название материала — краска, эмаль, лак и т.д. (первая группа знаков). Далее идёт вторая группа знаков, указывающая на основу материала в банке или бутылке. Это зависит от химического состава.
Например, алкидная эмаль ПФ-115. Буквенное обозначение «ПФ» говорит о том, что эмаль изготовлена на основе пентафталевого связующего, первая цифра 1 — для наружного применения, 15 — каталожный номер.
По типу основного связующего лакокрасочные материалы подразделяются на:
Лакокрасочные материалы (ЛКМ) на основе поликонденсационных смол:
- АУ — Алкидноуретановые
- УР — Полиуретановые
- ГФ — Глифталевые
- ФА — Фенолоалкидные
- КО — Кремнийорганические
- ФЛ — Фенольные
- МЛ — Меламиновые
- ЦГ — Циклогексаноновые
- МЧ — Мочевинные (карбамидные)
- ЭП — Эпоксидные
- ПЛ — Полиэфирные насыщенные
- ЭТ — Этрифталевые
- ПФ — Пентафталевые
- ЭФ — Эпоксиэфирные
- ПЭ — Полиэфирные ненасыщенные

Лакокрасочные материалы (ЛКМ) на основе полимеризационных смол:
- АК — Полиакрилатные
- АС — алкидно-акриловые краски
- МС — Масляно- и алкидностирольные
- ВА — Поливинилацетатные
- НП — Нефтеполимерные
- ВЛ — Поливинилацетальные
- ФП — Фторопластовые
- ВС — На основе сополимеров винилацетата
- ХВ — Перхлорвиниловые
- КЧ — Каучуковые
- ХС — На основе сополимеров винилхлорида

Лакокрасочные материалы (ЛКМ) на основе природных смол:
- БТ — Битумные
- ШЛ — Шеллачные
- КФ — Канифольные
- ЯН — Янтарные
- МА — Масляные

Лакокрасочные материалы (ЛКМ) на основе эфиров целлюлозы:
- АБ — Ацетобутиратоцеллюлозные
- НЦ — Нитроцеллюлозные
- АЦ — Ацетилцеллюлозные
- ЭЦ — Этилцеллюлозные

На упаковке после букв через дефис стоят цифры, указывающие, для каких работ этот материал предназначен:
- 0 — грунтовка
- 00 — шпатлёвка
- 1 — атмосферостойкая (для наружного применения)
- 2 — ограниченно атмосферостойкая (для внутреннего применения)
- 3 — консервационные краски
- 4 — водостойкие
- 5 — специальные эмали и краски
- 6 — маслобензостойкие
- 7 — химически стойкие
- 8 — термостойкие
- 9 — электроизоляционные и электропроводные.

Вторая и последующая цифры обозначают номер разработки и на бытовом уровне никакой информации не несут. И лишь у масляной краски (МА) вторая цифра обозначает вид олифы.
Между второй и третьей группами знаков ставится дефис (эмаль МЛ-12, лак ПФ-2).
После номера, присвоенного материалу, допускается также добавлять буквенный индекс, характеризующий некоторые особенности материала. Например, ГС — горячей сушки, ХС — холодной сушки, ПМ — полуматовый и т. п.
Цвет материала, который ставится в конце шифра, обозначается полным словом — голубой, жёлтый и др. Например, «Эмаль ХВ—113 голубая» — эмаль перхлорвиниловая, для наружных работ, голубая.
Четвёртая группа — это просто порядковый номер, присвоенный лакокрасочному материалу при его разработке, обозначаемый одной, двумя или тремя цифрами (эмаль МЛ-111, лак ПФ-283).
Пятая группа — (для пигментированных материалов) указывает цвет лакокрасочного материала — эмали, краски, грунтовки, шпатлёвки — полным словом (эмаль МЛ-1110 серо-белая).

### Исключения из общих правил
При обозначении первой группы знаков для масляных красок, содержащих в своём составе только один пигмент, вместо слова «краска» указывают наименование пигмента, например «сурик», «мумия», «охра» и т. д. (сурик МА-15).
Для ряда материалов между первой и второй группой знаков ставятся индексы:
- Б — без летучего растворителя
- В — для водоразбавляемых
- ВД — для вододисперсионных
- ОД — для органо-дисперсионных
- П — для порошковых

Третью группу знаков для грунтовок и полуфабрикатных лаков обозначают одним нулём (грунтовка ГФ-021), а для шпатлёвок — двумя нолями (шпатлёвка ПФ-002). После дефиса перед третьей группой знаков для густотёртых масляных красок ставится один ноль (сурик МА-015).
В четвёртой группе знаков для масляных красок вместо порядкового номера ставят цифру, указывающую, на какой олифе изготовлена краска:
- 1 — натуральная олифа
- 2 — олифа «Оксоль»
- 3 — глифталевая олифа
- 4 — пентафталевая олифа
- 5 — комбинированная олифа

В некоторых случаях для уточнения специфических свойств лакокрасочного покрытия после порядкового номера ставят буквенный индекс в виде одной или двух прописных букв:
- В — высоковязкий;
- М — матовый;
- Н — с наполнителем;
- ПМ — полуматовое;
- ПГ — пониженной горючести и т. д.

## Толщина плёнки ЛКМ
В технологической карте на конкретный лакокрасочный материал содержатся сведения, необходимые для нанесения краски, в том числе рекомендуемые величины толщин мокрого и сухого слоёв покрытия, объёмного содержания нелетучих веществ, предельные величины разбавления и другие. Когда имеется такая информация, маляру легко с помощью гребёнки обеспечить требуемую толщину сухого слоя
.